# Shahid Khaqan Abbasi
Shahid Khaqaan Abbasi (in urdu شاہد خاقان عباسی; Karachi, 27 dicembre 1958) è un politico pakistano.

## Biografia
È stato Primo ministro del Pakistan dall'agosto 2017 al maggio 2018, per un periodo provvisorio dopo il verdetto di rimozione di Nawaz Sharif da parte della Corte Suprema Pakistana, a causa del suo coinvolgimento nello scandalo dei Panama Papers.
Dal giugno 2013 al luglio 2017 era stato Ministro del petrolio e delle risorse naturali.